# Svindlande affärer (film)
Svindlande affärer är en svensk komedifilm från 1985, i regi av Peter Schildt och Janne Loffe Carlsson.

## Handling
Bröderna Gösta och Rolle återförenas när Rolle "kommer hem från USA". I själva verket blir han frigiven från ett fängelsestraff. Strax innan Rolle kommer ut har Gösta blivit lurad på en större summa pengar av en bilskojare. Rolle och Gösta beslutar sig för att hämnas de förlorade pengarna och tillsammans med Göstas arbetskollega Rita iscensätter man en investeringsvåg med löften om höga avkastningar. Vad man inte räknar med är att ryktena om snabba klipp sprids sekundsnabbt i den undre världen och snart är man inne i en karusell som snurrar allt snabbare.

## Om filmen
Filmen spelades in hösten 1984 i Stockholm och på Kuba. Den hade biopremiär i Sverige den 23 augusti 1985. Den fick genomgående dåliga recensioner. Ursprungligen var även rollen som regissör tillägnad den då 22-årige Jonas Frick, men han hoppade av redan efter några veckor och ersattes av Peter Schildt. Pernilla Wahlgren fick en stor hit med filmens ledmotiv "Svindlande affärer".

## Rollista (urval)
- Janne Loffe Carlsson - Rolle Eriksson/Dr Fredman
- Gösta Wälivaara - Gösta Eriksson
- Sanne Salomonsen - Rita
- Ingvar Kjellson - Kommissarie Arvidsson
- Thomas Hellberg - Bertil "Mr Planker" Planåker
- Johan Holm - Pecka
- Marika Lindström - Alessandra
- Tomas Norström - Tecknar-Micke
- Alba Marina - La Lagarta
- Reinaldo Miravalles - Kubansk polischef
- Elisabeth Morales - Chiquita
- German Pinelli - Konferencier
- Michael Segerström - Pastorn
- Lars Amble - Otto
- Åke Wihlney - Ej krediterad

## Musik i filmen
- Svindlande affärer, Pernilla Wahlgren, musik Bengt Palmers

### Fotnoter
1. 1 2  ”Svindlande affärer”. Svensk filmdatabas. 23 augusti 1985. http://www.sfi.se/sv/svensk-filmdatabas/Item/?itemid=15470&type=MOVIE&iv=Basic. Läst 20 oktober 2016.